# Festival FFF
El Festival FFF (Fiesta de la Fruta y de las Flores o Festivalfff de música de Vanguardia) era un evento nacional gratuito de música independiente y actividades culturales que se desarrolló desde 2003 y 2019 en diversos escenarios de la ciudad de Ambato, capital de la provincia de Tungurahua, Ecuador. El mismo solía coincidir con la Fiesta de la Fruta y de las Flores, celebración tradicional de la urbe desde 1951 y patrimonio cultural inmaterial de Ecuador.
El festival contó con la presencia de varias bandas locales, además de grupos y músicos invitados desde México, Colombia, Perú, Argentina, Brasil y otros países. Era uno de los eventos musicales más importantes de Ecuador, junto con el Quito Fest y el concierto de fin de año Al Sur del Cielo. Desde sus últimas ediciones virtuales de 2020 y 2021, el evento dejó de realizarse.

## Festivalfff 2003
La primera edición del Festival FFF se efectuó en el parque El Sueño de Ambato, el lunes 3 de marzo de 2003. El evento fue creado por iniciativa de Tania Navarrete, representante del Comité permanente de la Fiesta de la fruta y de las flores y los músicos José Luis Jácome (Cafetera Sub) y Juan Manuel Sevilla (Sudakaya), con el apoyo de Roger Ycaza (Mamá Vudú).
Las bandas participantes fueron Tamuga, Can Can (Quito), Fusión Mutágeno, Desenfrenados, Cafetera Sub, Mamá Vudú, Sudakaya, Mortero y Obscura.

## Festivalfff 2005
La segunda edición de este evento se efectuó dos años después, el sábado 5 de febrero de 2005, en medio de la profunda crisis política que atravesaba Ecuador y culminó con la destitución del presidente Lucio Gutiérrez.
Bandas: Raíz (Colombia), Ente, Descomunal (Quito), Los Zuchos del Vado (Cuenca), Mortero, Fusión Mutágeno, Malkeataka y F–415.

## Festivalfff 2006
Se desarrolló en el parque Luis A. Martínez el 25 de febrero de 2006.
Bandas: El Efecto (Brasil), Headcrusher y Nadie (Colombia), Cafetera Sub, Hostill, Sudakaya, Instinto, Don de Gente y Desus Nova (Quito).

## Festivalfff 2007
Se volvió a repetir el escenario del parque Luis A. Martínez, el lunes 19 de febrero de 2007.
Bandas: Dub Killer Combo (Colombia), Telefunka (México), G.O.E. (Guayaquil), Rocola Bacalao, Rarefacción, Mamá Vudú y Colapso (Quito) y Sudakaya, Detonador feat. Arkano 18 y Fusión Mutágeno de Ambato. 

## Festivalfff 2008
Realizado el 4 de febrero de 2008.
Bandas: Crackmind (Francia), La Severa Matacera (Colombia), Sal y Mileto, Chulpi Tostado, Muscaria y Can Can (Quito), Luis Rueda y el Feroz Tren Expreso (Guayaquil) y Pinteiro, Guanaco MC y Pesos Pesados y Mortero de Ambato. 

## Festivalfff 2009
Bajo el lema de Motor de la música de vanguardia ecuatoriana, por primera ocasión el evento contó con el auspicio del Ministerio de Cultura y Patrimonio del Ecuador y se efectuó en dos escenarios simultáneos: Vanguardia Rock y Vanguardia Electroacústica.
Escenario Vanguardia Rock
Tom Cary (España), Nepentes (Colombia), Space Bee (Perú), Mabi (Panamá), Los Rampses (Salcedo), Durga Vassago, Tanque, Can Can y Biorn Borg (Quito) y Sudakaya (Ambato).
Escenario Vanguardia Electroacústica
Lupita Bandida, Pinteiro, Pequeño Juan y la Electroband Sonora, Lucho Pelucho, Dj Zaiborg y Langolier, Detonador, Historias de Robots, Zion 012, Spiritual Lyric Sound, Arcano 18 y Santana Chill Out Café de Ambato.

## Festivalfff 2010
Se efectuó el 15 de febrero de 2010, repitiendo la dinámica de escenarios de la versión anterior.
Escenario Vanguardia Rock
Malversa, Guanaco y Camaleón Jazz Combo y Mortero (Ambato), Luis Rueda y el Feroz Tren Expreso (Guayaquil), Viuda Negra, Curare, Trovador Depresivo y Los Esqueletos Flotantes (Quito), Velandia y la Tigra, La Providencia (Colombia).
Escenario Vanguardia Electroacústica
Takana, Estación Sureña, Phototronik (Ambato), Historias de Robots II Parte, D–Groove y Nelson García (Quito), Mamá soy Demente (Guayaquil), Íntima (Argentina), Criollita Sound Crew (Estados Unidos) y Mesías Maiguashca (Alemania).

## Festivalfff 2012
Tras la suspensión de los eventos musicales del Festivalfff 2011, la edición 2012 se efectuó en el Parque Provincial de la Familia, el sábado 22 de septiembre. Contó con la participación de:
- Ana Romano (Colombia)
- Asimetría (Perú)
- Triaje (Colombia)
- Lolas (Panamá)
- Área 7 (Perú)
- Cayetana
- Medussah
- Kukuruchos Klan
- Vitreo
- Rima Roja en Venus
- Munn (Quito)
- Los Txk (Quito)
- 3Vol (Quito)
- Biopsy
- Sudakaya
- The Liners
- Banda Tapir
- La Lucía del 69
- Destructora
- Chérnobyl
- Zion Vibración
- Smoking Dolls

## Festivalfff 2013
Se efectuó en el parque de la ciudadela presidencial de Ambato, el sábado 2 de noviembre de 2013.
Participaron los grupos ambateños Radio Invasor, Cromosoma, Detonador y Ciudad León, Daniel Merchán de Guayaquil y Jodamassa de Cuenca.

## Festivalfff 2014
El concierto del festival contó con una edición bastante limitada respecto a años anteriores, el 2 de noviembre. 
Se presentaron Zion 012, Burning, Detonador y VJ Sefirot de Ambato, en la Plaza Urbina.

## Festivalfff 2015
Bajo el eslogan de Motor de Cambio, se efectuó el sábado 14 de febrero de 2015 en el Parque Provincial de la Familia. El concierto contó con el debut de la emblemática agrupación local CRY y la presencia del músico argentino Exequiel Borra, con tres escenarios.
Escenario Niñ@s
- Cementerio de Elefantes
- Dominga y los Lunes
- Daniel Merchán
- Taller de Bola
- De Cajón

Escenario Ágora
- Munn
- El Karmazo
- Maki
- Cimarrón (Colombia)
- Papaya Dada
- Tanque
- Telefunka (México)

Escenario Aeromodelismo
- Black Mama
- Ambato Hip Hop
- Exequiel Borra (Argentina)
- Ciudad León
- Funkee Bom
- Fat Chancho
- CRY

## Festivalfff 2017
Debido al terremoto que afectó a la provincia de Manabí el 16 de abril de 2016, el concierto del Festivalfff 2016 fue redireccionado a distintos shows autogestionados, por lo que el siguiente Festivalfff, esta vez denominado festival internacional de música de avanzada, se efectuó el sábado 25 de febrero de 2017, de nuevo en el parque Luis A. Martínez y nuevamente con dos escenarios simultáneos.
Escenario Avanzada Rock
- Minipony (Quito)
- Celtic Trip (Quito)
- Defacto (Ambato)
- Valverde (Latacunga)
- Radio Invasor (Ambato)
- Ra la Culebra (Colombia)
- Santamuerte (Cuenca)
- La Tostadora (Colombia)

Escenario Avanzada Electroacústica
- Dr. Ratón (Quito)
- La Chatarra (Quito)
- Ensamble Noise (Ambato)
- Quixosis (Quito)
- Inciviles (Baños)
- Rotativa (Colombia)
- Altiplano (Perú)
- Fabrikante (Guayaquil)
- René de La Croix (Italia)

## Festivalfff 2018
Se efectuó el miércoles 14 de febrero de 2018 en el campus de la Universidad Técnica de Ambato.
Escenario El Cosmopolita
Sudakaya, Señor Loop, Bambarabanda, Los Hotpants, Igor Icaza Allband, Hombre Pez, Minipony y Cementerio de Elefantes.
Escenario El Regenerador
Consequencias, Crystal Habit, Sexabrete, Exhänimed, Bolívar Ávila, Pánico, La Coalición, Ziclos.

## Festivalfff 2019
Se efectuó el sábado 27 de abril, una vez más en la Universidad Técnica de Ambato. El evento fue gratuito, con una proyección de 10.000 asistentes.
Escenario El Cosmopolita
Don Bolo, Skaimanes (Colombia), Boris Vian, Tonicamo (Quito), Los Nin (Ibarra), Love Ghost (Estados Unidos), La Malamaña (Quito).
Escenario El Regenerador
Borist, Bye Bye Luly, Ruido Caliente, Selphypnosis, Nada es Verdad, Ciclos, Selva 7 y Suco Cobo, Taita Machine, Tayos Tayos Tayos y Cromosoma (Ambato).

## Festivalfff 2020
Fue una edición especial, que debió desarrollarse de manera virtual ante la restricción de eventos masivos por la emergencia del Covid-19. Se llevó a cabo los días 21 y 22 de noviembre, con transmisión por internet.
Contó con la participación de las agrupaciones y músicos Tayta, Zir y Pato Romo (Ambato),Tanque, Don Bolo, Pichirilo Radioactivo, MUNN, Parca y Pitekus (Quito), Ricardo Pita, Freddy Vallejo y ensamble MMAT de Universidad de las Artes (Guayaquil), La Mafiandina (Cayambe), Huaina-Nay (Tulcán), El Efecto (Brasil), Gavilla Changoreta (Colombia), Joe Le Bon (Finlandia), Geraldine Eguiluz (Canadá) y Nde Ramírez (Uruguay).

## Festivalfff 2021
Por segundo año consecutivo se efectuó de manera virtual, esta vez con presentaciones grabadas en el Teatro Nacional Sucre de Quito, la Universidad de las Artes de Guayaquil y en la Casa de la Cultura Ecuatoriana (Núcleo del Azuay) en Cuenca, entre el sábado 11 y el domingo 12 de septiembre.
Se presentaron por Ecuador: Mugre Sur, Demonio Kuaternario, Ataw Allpa, Cometa Sucre, Wañukta Tonic, Juan Posso, Lolabúm, Ente, Método MC, Sr. Maniquí, Taller La Bola, Sexores, Jorge Oviedo Jaramillo y La Máquina Camaleón. Participaron también SpokFrevo Orquestra y Getúlio Abelha (Brasil), Frank White's Canvas e Iomúsica de Chile.